# 置地文華東方酒店

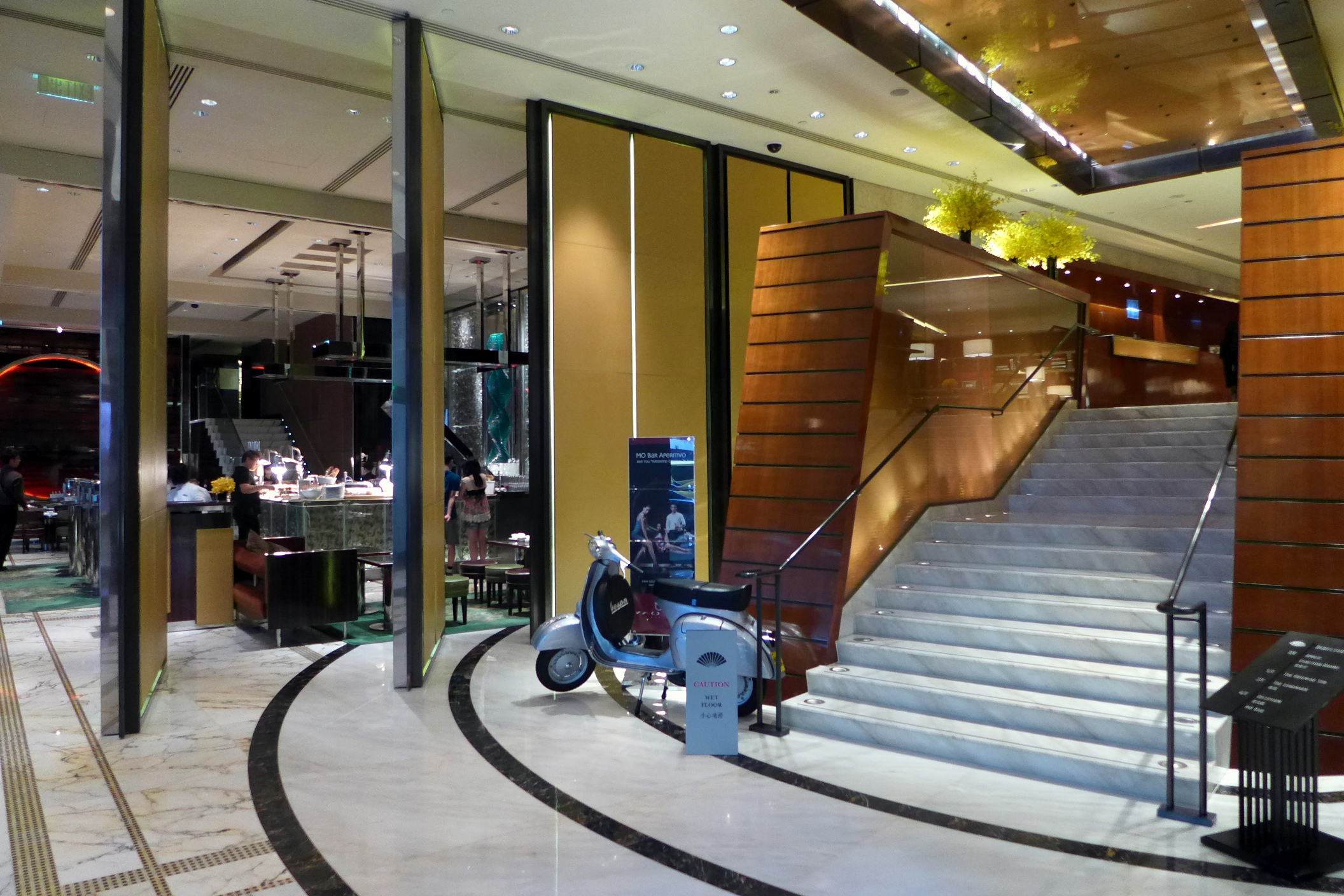
置地文華東方酒店大堂

香港置地文華東方酒店（英語：Hong Kong The Landmark Mandarin Oriental Hotel），是文華東方酒店集團旗下在中環的第2間五星級酒店，2005年開幕，位於置地廣場公爵大廈之內。
正門在皇后大道中15號，該處原地前身為商場之一部份。在香港開埠之時，該處也曾經是一間酒店，名為香港大酒店。
置地文華東方酒店內的Amber餐廳，受《米芝蓮指南》推介。

## 2019冠狀病毒病疫情
2019冠狀病毒病香港疫情期間，香港政府於2020年12月11日公佈指定檢疫酒店名單，以供海外人士抵港後隔離檢疫，名單中包括置地文華東方酒店，娛樂套房雙人房價一晚為51,150港元，單人房價一晚49,500港元。
2021年3月，置地文華東方酒店及香港中環文華東方酒店因應新冠病毒而調整組織架構與人員編制，裁員58人，有關員工被即時遣散，並獲一個月薪金的代通知金，遣散費則以強積金對沖。有受影響員工批評酒店已領取保就業計劃數千萬港元資助，但仍然裁員實屬欠缺人情味。酒店方面回應指，已向當中大部分人提供酒店其他全職、兼職或合約員工，或於其他怡和集團旗下業務的職位選擇，又稱已確保符合本地勞工法例。

## 相關
- 香港文華東方酒店（干諾道中5號）

## 外部參考
- 香港置地文華東方酒店 （页面存档备份，存于）
- 開飯喇網: 置地文華東方酒店Amber （页面存档备份，存于）